# Helbredelsen (dokumentarfilm)
|  | Denne artikel er oprettet af botten Steenthbot ud fra en ekstern database. Den kan derfor have sproglige fejl eller mangler. Denne skabelon kan fjernes efter kontrol af indholdet. |

 For alternative betydninger, se Helbredelsen. (Se også artikler, som begynder med Helbredelsen)
Helbredelsen er en dansk dokumentarfilm fra 2021 instrueret af Hannah Elbke og Natalia Anna Ciepiel.

## Handling
De knap 1500 københavnere, der bor i Lundtoftegade på Nørrebro, er i fare for at ryge på den såkaldt ‘hårde ghettoliste’. Og hvad gør man så, når man har prøvet alt? Man kalder den spirituelle dimension til undsætning! Det kollektive performance-projekt ‘Helbredelsen’ skal uddrive de onde kræfter, før det er for sent og inden 60% af beboerne risikerer at blive tvangsflyttet. Med bidrag fra unge og gamle – og med en dybt dedikeret beboerformand som ankermand – går fællesskabet i kreativ aktion. Men vil helbredelsen faktisk lykkes?

## Medvirkende
- Søren-Emil Stenkjær Schüt
- Fatma Tounsi
- Mette Nisgaard Larsen
- Marie-Louise Vittrup Andersen